# Слесър (ледник)
Ледникът Слесър (на английски: Slessor Glacier) е планински ледник в Източна Антарктида, Земя Котс, дължина 120 km, ширина 80 km. Води началото си от планината Шакълтън (2012 m), „протича“ в западна посока по нейното северно подножие и се „влива“ в източната част на шелфовия ледник Филфнер.
Ледникът Слесър е открит през 1957 г. от Британската трансантарктическа експедиция (1955 – 58) с ръководител Вивиан Фукс и е наименуван в чест на маршал Джон Слесър (1897 – 1979), председател на експедиционния комитет.